# Bezirk Zell am See
Bezirk Zell am See er et distrikt i den østrigske delstat Salzburg. Distriktet kaldes af historiske årsager også Pinzgau. Mod øst grænser distriktet til Bezirk St. Johann im Pongau, mod vest til delstaten Tyrol, mod nord til Tyskland og mod syd til Sydtyrol i Italien, Østtyrol og Kärnten.

## Historie
Navnet Pinzgau kendes fra dokumenter fra 923, hvor grevskaberne Ober-, Mittel og Unterpinzgau nævnes. Pinzgau var først en del af Bayern, men i perioden 1328 til 1803 stod Pinzgau under Ærkebispedømmet Salzburgs herskab. Efter at Pinzgau herefter i en kort overgang igen stod under bayerisk forvaltning, blev Pinzgau sammen med Salzburg lagt ind under delstaten Oberösterreich. Fra 1848 blev Salzburg eget kronland og fik egen delstatsforfatning, som også gav en ny organisering af delstatsforvaltningen og indførte kommuner. Distriktsledelsen befandt sig fra 1850 til 1854 i Saalfelden, men flyttede herefter til Zell am See, hvor det endnu befinder sig.

## Forvaltningsinddeling
Distriktet Zell am See er inddelt i 28 kommuner, hvoraf tre har stadsret og fire er købstæder. Nedenfor er angivet kommunerne med indbyggertal pr. 31. marts 2008.
| Byer med stadsret - Saalfelden am Steinernen Meer (15.811) - Zell am See (9.766) - Mittersill (5.481) Købstadskommuner - Lofer (1.961) - Neukirchen am Großvenediger (2.628) - Rauris (3.088) - Taxenbach (2.782) | Kommuner - Bramberg am Wildkogel (3.918) - Bruck an der Großglocknerstraße (4.454) - Dienten am Hochkönig (785) - Fusch an der Großglocknerstraße (703) - Hollersbach im Pinzgau (1.137) - Kaprun (2.960) - Krimml (863) - Lend (1.500) - Leogang (3.117) - Maishofen (3.174) - Maria Alm am Steinernen Meer (2.063) - Niedernsill (2.488) - Piesendorf (3.819) - Saalbach-Hinterglemm (2.919) - St. Martin bei Lofer (1.119) - Stuhlfelden (1.592) - Unken (1.960) - Uttendorf (2.858) - Viehhofen (637) - Wald im Pinzgau (1.176) - Weißbach bei Lofer (399) |